# Jimmie Johnson
Jimmie Kenneth Johnson (El Cajon, Califòrnia, 17 de setembre de 1975), anomenat "Superman" per Mark Martin (un altre pilot), és un pilot americà de Stock car, quatre vegades campió de la NASCAR Cup Series esdevenint el 2009 l'únic pilot en guanyar-la quatre campionats consecutius, Atleta de l'Any 2009 per The Associated Press, i votat "Conductor de Nascar de la dècada" dels 2000.